# 基爾峽灣
基爾峽灣（德語：Kieler Förde）是位於德國什列斯威-霍爾斯坦波羅的海海岸的一個峽灣，長約17公里。基爾峽灣是因冰川運動而形成。
基尔运河东端位于基尔峡湾沿岸，通往基尔港。峡湾最窄处“弗里德里希索特峡湾”（Friedrichsorter Enge）仅一公里宽。施文廷河（Schwentine）在基尔-迪特里希斯多夫附近汇入基尔峡湾。

## 外部連結
- Webcam Kiel （页面存档备份，存于） Data - Kieler Förde

54°22′4″N 10°10′23″E / 54.36778°N 10.17306°E